# Итера
«Ите́ра» (Itera) — российская газовая компания, принадлежащая российской государственной нефтегазовой компании «Роснефть». Полное наименование — Общество с ограниченной ответственностью «Нефтегазовая компания „Итера“».
Согласно данным рейтинга «Эксперт-400» ООО «НГК „Итера“» занимала 117-е место по объёму выручки за 2008 год среди крупнейших компаний РФ. Штаб-квартира — в Москве.

## История
Компания создана в 1992 году, её основателем (и основным акционером до 2013 года) был российский предприниматель Игорь Макаров. С 1994 года компания занималась реализацией газа, а с 1998 года «Итера» развивает собственную газодобычу в Ямало-Ненецком автономном округе. В те годы «Итера» являлась вторым после «Газпрома» производителем газа в стране, а также осуществляла поставки среднеазиатского газа на Украину и другие постсоветские страны. В 1999 году для объединения всех филиалов в единую телефонную сеть, а так же для передачи данных по оптико-волоконным сетям, создается дочерняя компания ООО «ИТЕРАНЕТ».
После отставки Рема Вяхирева с поста руководителя «Газпрома» его преемник Алексей Миллер предложил владельцам «Итеры» продать её контрольный пакет, но ему было отказано. В результате газовая монополия все равно получила часть добывающих активов «Итеры» и вытеснила её с рынка стран СНГ. В 2001 году «Итера» попыталась создать совместное предприятие с группой ЕСН, ещё через год — с газовой компанией «Новатэк», но оба раза безрезультатно. В 2006 году компания продала часть своих акций индийской группе Sun, но через несколько лет сделка была отменена. В 2011 году половину акций «Итеры» собирались продать компании ТНК-BP, но эта сделка также сорвалась из-за того, что стороны не сошлись в цене.
В феврале 2012 года «Итера» и «Роснефть» объявили о создании совместного предприятия. Предполагалось, что «Итера» внесёт в СП свои главные газовые активы (49 % ОАО «Сибнефтегаз», 49 % ЗАО «Пургаз»), а также сбытовую структуру «Уралсевергаз-НГК», а «Роснефть» — газовые месторождения Кынско-Часельской группы. Запасы объединённой компании могут составить около 60 млн тонн газового конденсата и 1,2 трлн кубометров газа.
В конце мая 2013 года было объявлено о продаже оставшихся 49 % акций «Итеры» компании «Роснефть» (на тот момент последней уже принадлежал 51 % «Итеры»). Сумма сделки составила $2,9 млрд, к июлю 2013 года сделка была закрыта.

## Собственники и руководство
100%-ный контроль над компанией, по данным на июль 2013 года, принадлежал российской нефтегазовой компании «Роснефть». Генеральный директор «Итеры» с 10 июля 2013 года — бывший глава Роснедр Александр Попов.
Председатель правления — Эдуард Худайнатов. До сентября 2007 года президентом Itera Group являлся Александр Корсик.

## Деятельность
Среди основных активов компании — 49 % ЗАО «Пургаз» (Губкинское месторождение, запасы — 399 млрд м³ газа) и 49 % ОАО «Сибнефтегаз» (Береговое месторождение, запасы — 325 млрд м³ газа, контрольный пакет «Сибнефтегаза» принадлежит компании «Новатэк»), 65 % крупнейшего в Свердловской области газового трейдера — АО «Уралсевергаз».
Также «Итере» принадлежат Братское газовое месторождение в Иркутской области, крупный Малкинский карьер щебня и песка в Ставропольском крае, в Свердловской области «Итера» собирается строить газохимический комплекс.
«Итера» имеет около 150 представительств, филиалов и дочерние компаний в России, странах СНГ, Балтии, Европы и США. На Украине «Итеру» связывают с именем Юлии Тимошенко, которая, по мнению директора украинского Института энергетических исследований Константина Бородина, лоббирует интересы компании, что неоднократно приводило к осложнению отношений между Украиной и «Газпромом».

### Показатели деятельности
В 2005 году компания добыла 7,5 млрд м³ газа, около 20 млрд м³ газа поставила в Свердловскую и Московскую области, Латвию, Эстонию и Грузию.
Выручка компании в 2008 году — 40,5 млрд руб. (в 2007 году — 29,7 млрд руб.), чистая прибыль — 3,7 млрд руб. (2,9 млрд руб.).

## «Итера» и спорт
В конце 1990-х годов «Итера» вложила около $40 млн в строительство зимнего спортивного курорта «Сорочаны» в Дмитровском районе Московской области.
«Итера» является долгосрочным спонсором Федерации велосипедного спорта России.
В 2008 году «Итера» стала одним из соучредителей и главным акционером (39,02 % акций) хоккейного клуба «Динамо» Рига. Сейчас компании принадлежит 60,96 % акций клуба
Также в 2008 году при поддержке компании «Итера» была основана велокоманда «Катюша», выступающая в «высшей лиге» профессионального велоспорта — UCI ProTour.